# Callygris apothetica
Callygris apothetica är en fjärilsart som beskrevs av Louis Beethoven Prout 1940. Callygris apothetica ingår i släktet Callygris och familjen mätare. Inga underarter finns listade i Catalogue of Life.